# هانز موليش
هانز موليش (بالألمانية: Hans Molisch)‏ (و. 1856 – 1937 م) هو عالم نبات، وأستاذ جامعي من النمسا . ولد في برنو .
وكان عضو في الأكاديمية الألمانية للعلوم ليوبولدينا، والأكاديمية البروسية للعلوم .
توفي في فيينا ، عن عمر يناهز 81 عاماً.

## مناصب وهيئات
أدار جامعة فيينا.